# Maison des Têtes de Metz
Pour les articles homonymes, voir Maison des Têtes.
La maison des Têtes de Metz est une maison de style Renaissance située dans la rue En Fournirue, dans le centre-ville de Metz. Elle est connue pour ses sculptures de façade.

## Contexte historique
La bourgeoisie de Metz s’enrichit depuis les XIIIe et XIVe siècles. À la Renaissance, elle construit des immeubles neufs, à côté des hôtels particuliers du Moyen Âge, afin de montrer sa réussite. La maison des Têtes de Metz date de cette période prospère.
La maison des têtes est inscrite au titre des monuments historiques par arrêté du 3 octobre 1929.

## Construction et aménagements
La maison des Têtes de Metz a été construite en 1529 par un riche orfèvre, Jean Aubry, dont le beau-père Boissard pourrait être considéré comme l’ancêtre des archéologues messins.
Elle se nomme ainsi du fait des cinq têtes sculptées dans la pierre, trois hommes et deux femmes, dont on ignore l’identité, probablement des personnages célèbres de l’histoire messine. Ces têtes sont des copies, les originaux étant visibles au musée pour quatre d’entre elles, tandis que la cinquième est au musée des beaux-arts de Boston.
La tourelle d’escalier et le tympan (porte d’entrée) sont décorés d’un haut-relief représentant une chasse au lion.

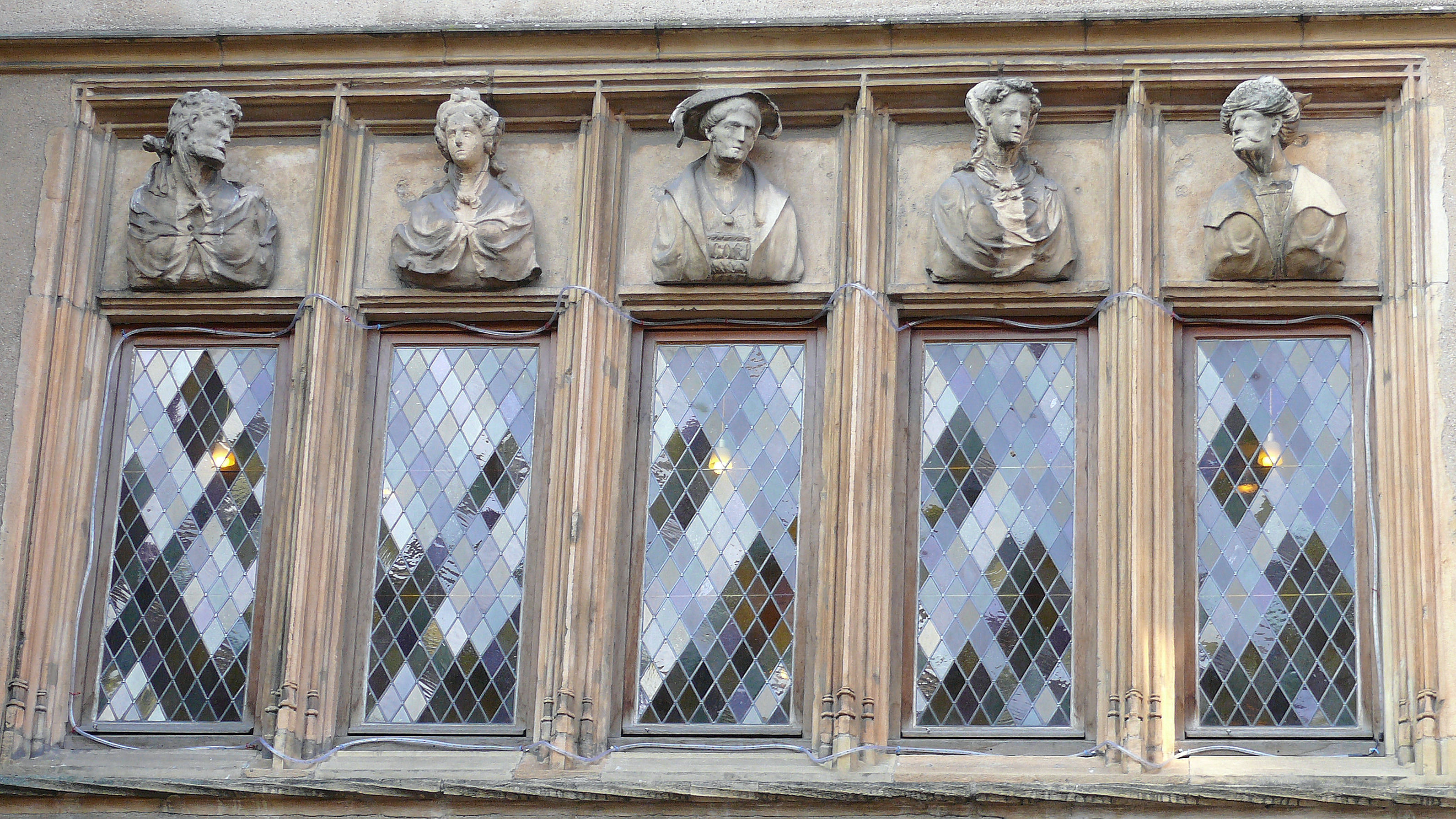
Les cinq « têtes » de la maison des Têtes

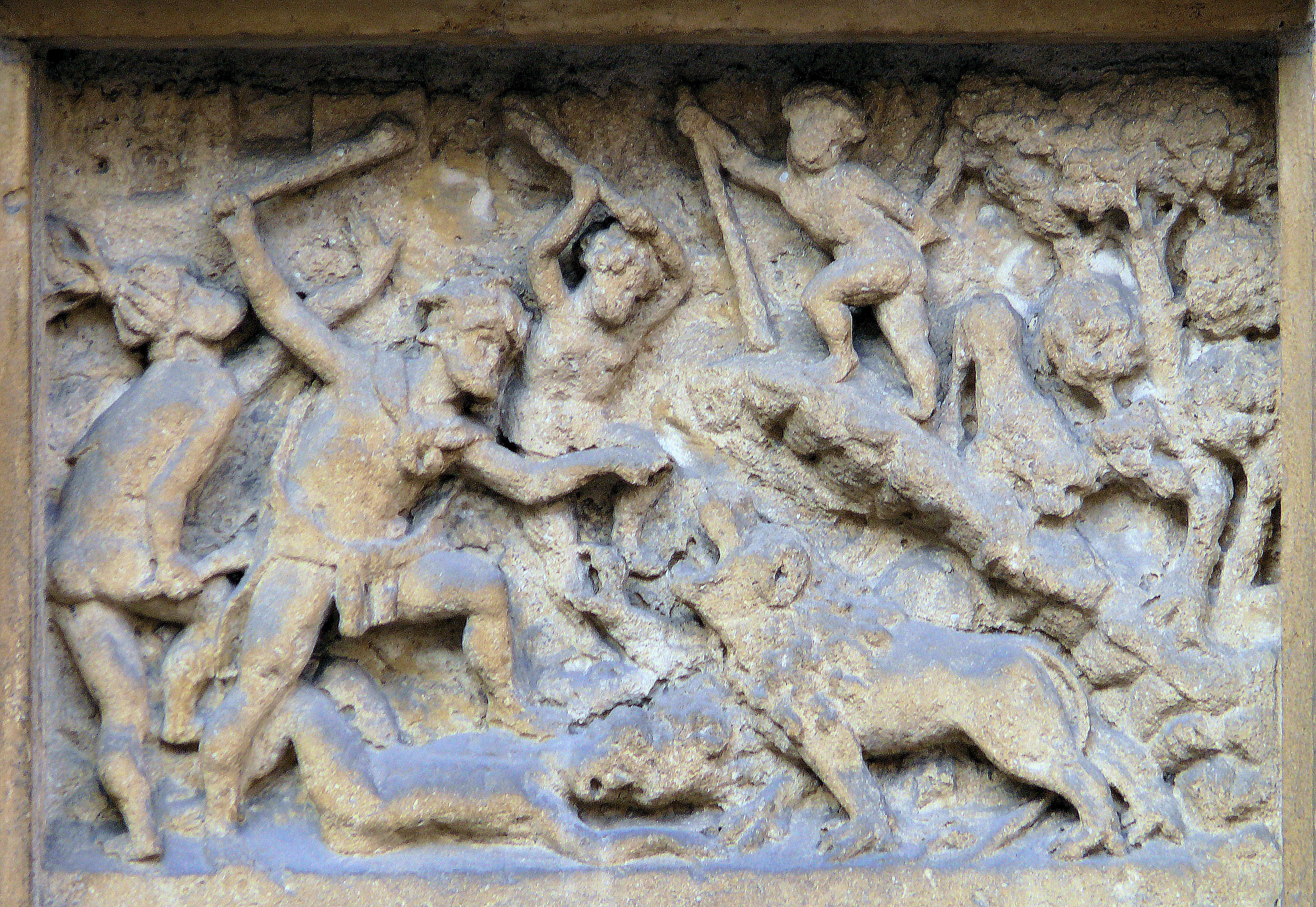
Tympan de la porte : chasse au lion

En creusant les fondations de cet hôtel Renaissance, en cette même année, Aubry et Boissard, là et ailleurs, découvrirent des antiques importants.
La Fournirue, voisine de l’oppidum gaulois Divodurum lieu sacré puis chef-lieu des Médiomatrices, est implantée sur la voie importante de Reims à Strasbourg à l’extrémité de laquelle les fortifications s’ouvraient sur la Porte Seille (du nom de la rivière).
Aussi ne doit-on pas s’étonner du nombre impressionnant de statues, de bustes, de stèles, de dalles énormes, pavés précieux, appareils de fortifications que recelaient et recèlent encore les flancs de l’ancienne Décumani (voie romaine).
De leurs découvertes personnelles, les propriétaires de l’époque décorèrent la cour intérieure de l’hôtel. Trois siècles plus tard, un de leurs successeurs, monsieur Laporte en 1843, en fit don à la bibliothèque de la ville, excepté un magnifique bas-relief gallo-romain en pierre représentant des sauvages luttant contre des lions, dont l’orfèvre orna le fronton de la porte d’entrée de son hôtel. Les étages sont encore semblables à ceux des hôtels particuliers des XIIe et XIVe siècle.

## Affectations successives
La façade de la maison des têtes a été remontée à la suite des travaux du centre Saint-Jacques. Les sculptures originales se trouvent maintenant au musée de la Cour d'Or.